# Children's Story
"Children's Story" é um single do rapper Slick Rick, de seu álbum de estreia The Great Adventures of Slick Rick, a canção esteve no Top 5 nas paradas da Hot R&B Singles e Hot Rap Tracks. É considerada uma das melhores canções de rap de todos os tempos.

## Recepção
About.com listou "Children's Story" em 44 em sua lista das 100 Melhores Canções de Rap, a VH1 a classificou como #61 nas 100 Maiores Canções de Hip Hop.

## Performance Comercial
"Children's Story" chegou a posição #5 nas paradas da Hot R&B Singles, permanecendo por 19 semanas e #2 nas da Hot Rap Tracks, permanecendo durante 11 semanas. Este foi o melhor single de The Great Adventures of Slick Rick.

## Desempenho nas paradas semanais
| Parada musical (1989) | Melhor posição |
| --------------------- | -------------- |
| (Hot R&B Singles)     | 5              |
| (Hot Rap Tracks)      | 2              |